# Jean Itard
Pour l'historien des mathématiques, voir Jean Itard.
Pour les articles homonymes, voir Itard.
Jean Itard, né le 24 avril 1774 à Oraison en Provence et mort le 5 juillet 1838 à Passy, est un médecin français du XIXe siècle, spécialiste de la surdité et de l'éducation spécialisée. Il s'est rendu célèbre par son travail sur le cas de l'enfant sauvage, Victor de l'Aveyron. Pionnier de l'oto-rhino-laryngologie, il est considéré comme le créateur de la première école française d’otologie. Il est aussi le fondateur de la psychiatrie de l’enfant et a contribué à la nosologie de la maladie de Gilles de la Tourette. 

## Biographie
Il fit ses études au collège de Riez puis chez les Oratoriens à Marseille, jusqu’en 1789. Il devint en 1793, pendant le siège de Toulon, l’assistant de Vincent Arnoux, directeur de l'hôpital militaire et ami de la famille. Il suivit à partir de 1795 les cours de chirurgie de Dominique-Jean Larrey, d’abord à Toulon, puis à Paris, au Val de Grâce : il y réussit le concours de chirurgien de deuxième classe. Il n’avait pas achevé encore ses études en 1800 - il sera médecin deux ans plus tard - , lorsqu’il se vit confier par l’abbé Sicard, directeur de l’Institution des sourds-muets  de la rue Saint-Jacques, à Paris, la responsabilité de celui qu’on appelait l’enfant sauvage de l’Aveyron. 
Membre comme Sicard de la Société des observateurs de l'homme, il est passé à la postérité pour le grand public grâce à son Mémoire et à son Rapport sur l’éducation de l’Enfant sauvage. Il a conduit sa recherche-action initiale en s’inspirant de la philosophie de John Locke et d’Étienne Bonnot de Condillac, mais aussi en contexte des débats qui agitaient les tenants de la construction d’une science générale de l’homme. Le développement des fonctions linguistiques et cognitives y tenait une place importante. 
Il s’intéressa particulièrement à la démutisation des sourds et à la rééducation du bégaiement. Médecin de l’Institut des sourds-muets de Paris (aujourd'hui Institut national des jeunes sourds), il est l’auteur d’un nombre important d’articles scientifiques dans divers domaines de la médecine : otologie, audiologie, phoniatrie et neurologie. Dans un Mémoire sur quelques fonctions involontaires des appareils de la locomotion, de la préhension de la voix (1825), Itard donne la première description médicale des tics symptomatiques de cette maladie au travers du cas de la jeune marquise de Dampierre qui manifestait des « spasmes involontaires convulsifs » et produisait « des cris bizarres et des mots qui n’avaient aucun sens, mais sans délire et sans troubles des facultés mentales ». Ces travaux serviront de base à la définition de la maladie de Gilles de La Tourette par Georges Gilles de La Tourette, 60 ans plus tard.
Jean Itard était membre de la Société de médecine de Paris.

## Œuvres et publications
- Mémoire et Rapport sur Victor de l'Aveyron (1801 et 1806), Textes téléchargeables en ligne.
- Traité des maladies de l'oreille et de l'audition , 2 tomes:

1. volume premier, Méquignon (Paris), 1842[3]. Texte intégral.
2. volume deuxième, Méquignon (Paris), 1842. Texte intégral.

- Mémoire sur le bégaiement, Journal universel des sciences médicales, 1817, 7, 129-144. (Une édition plus récente existe en langue anglaise avec des commentaires et une bibliographie : Clark, Michael J. (ed. & transl.). Jean Itard: A Memoir on Stuttering. In Psychology of Language and Thought: Essays on the Theory and History of Psycholinguistics(pp. 153-184), ed. R.W. Rieber. New York: Plenum Publishing Co., 1980).
- Mémoire sur les moyens de rendre la parole aux sourds-muets, présenté à la Société de médecine de Paris, par M. Itard, médecin de l’hospice des sourds-muets ; des extraits ont été publiés dans le Bulletin de la faculté de médecine de Paris, 1812, 1, 72-79, puis dans le Journal de Médecine, 1818,15.
- Rapport fait à MM. les administrateurs de l’Institution des sourds-muets de Paris sur ceux d’entre les élèves qui, étant doués de quelque degré d’audition, seraient susceptibles d’apprendre à parler et à entendre, Journal universel des sciences médicales, 1821, 22, 5-17.
- Mémoire sur quelques fonctions involontaires des appareils de la locomotion, de la préhension et de la voix, Archives générales de médecins, 1825, 8, 385-407.
- Sur le traitement des sourds-muets, Archives générales de médecine, 1827, 14, 598.
- Sur les sourds-muets, Archives générales de médecine, 1828, 17, 290.
- Sur les traitements de la muti-surdité congénitale, Journal général de médecine, 1828, 103, 391-398.
- Mémoire sur le mutisme produit par la lésion des fonctions intellectuelles, Mémoires de l’Académie royale de médecine, Paris, 1828, 1, 3-18.
- Du bégaiement et de tous les autres vices de la parole, rapport fait à l’Académie de médecine, par M. Colombat de l’Isère, Paris, Mansut, 1831, préface d’Itard.
- Sur un mémoire intitulé : « Recherches sur la surdité, considérée particulièrement sous le rapport de ses causes et de son traitement » par Gairal, Mémoires de l’Académie royale de médecine, Paris, 1836, 5, 525-552.

Manuscrits
- Copie partielle du testament de M. Itard, faite par M. Lehon, et documents rattachés. 1838. .
- Succession médicale de M. Itard. 1838.

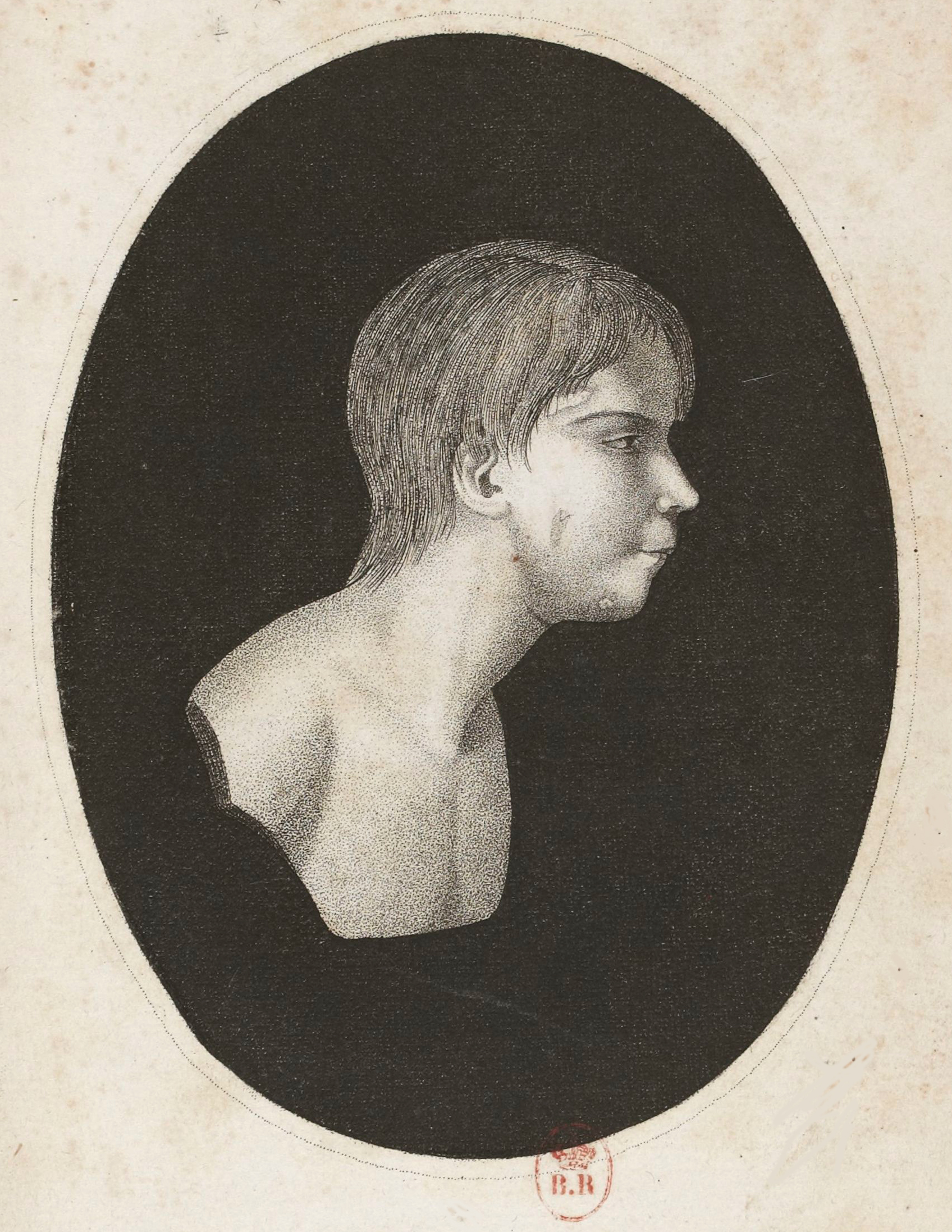
Victor de l'Aveyron.
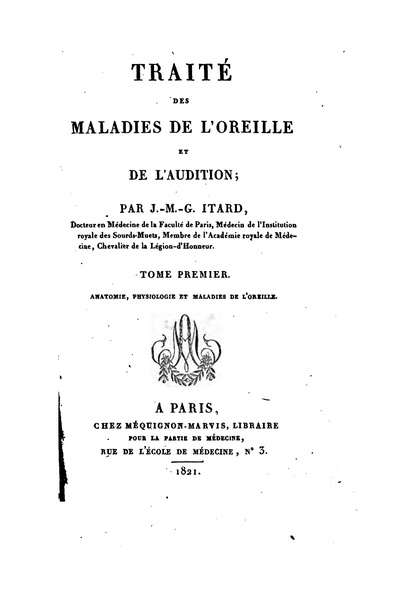
Traité des maladies de l'oreille et de l'audition, vol. 1, Méquignon (Paris), 1842.
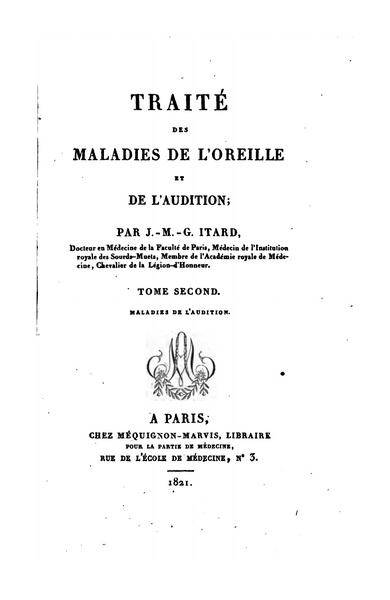
Traité des maladies de l'oreille et de l'audition, vol. 2, Méquignon (Paris), 1842.

## Hommages au cinéma
- Dans le film L'Enfant sauvage de François Truffaut, sorti en 1970, c'est le réalisateur lui-même qui tient le rôle du docteur Itard, aux côtés de Jean-Pierre Cargol dans celui de Victor, l'enfant sauvage de l'Aveyron.